# إليزابيث سيمز
إليزابيث سيمز (بالإنجليزية: Elizabeth Sims)‏ (30 سبتمبر 1957 في وايندوت - ) روائية من الولايات المتحدة.